# Westling (prins Daniels släkt)
Prins Daniels släkt med efternamnet Westling härstammar från södra Hälsingland. Daniels farfar hette Anders Andersson (1900–1980) och antog släktnamnet Westling efter sin mor Brita Westling (1868–1965), genom vilken efternamnet Westling i sin tur går tillbaka till prins Daniels farfars morfars farfar Hans Jansson Westling (1752–1819) som även var Daniels farfars mormors farfar.
Släktforskaren Björn Engström har publicerat prins Daniels anor på hans farmors morfars sida tillbaka till medeltiden. Han påstod härstamning från medeltida bergsfrälsesläkter i trakten kring Stora Kopparberget. Han redovisar dock inga belägg för detta i sin bok. Bakgrunden till de medeltida bergsfrälsesläkterna ifrågasattes. Genealogen och kunglighetsexperten Ted Rosvall ifrågasatte att prins Daniel alls skulle ha adliga anor.
År 2018 redovisades dock nya kyrkbokskontrollerade uppgifter om att prins Daniel ändå har adliga anor på närmare håll. Detta via sin morfars John Enar Westrings mormors farmor. Hon hette Sara Andersdotter Brobäck och var född 1787 i Bollnäs. Hennes mor tillhörde den adliga ätten Skogh nr 704. Därigenom finns bland annat adelssläkter som Hårleman, Armfelt, von Becker och Rudbeck i släktträdet.

## Personer i urval
- Daniel Westling (född 1973), svensk prins och hertig av Västergötland
- Estelle Westling (född 2012), svensk prinsessa och hertiginna av Östergötland
- Oscar Westling (född 2016), svensk prins och hertig av Skåne
- Olle Westling (född 1945), socionom och far till prins Daniel
- Ewa Westling (född 1944), posttjänsteman och mor till prins Daniel